# Alfred Fankhauser (Politiker)
Alfred Fankhauser (* 1911; † 1. Dezember 1979) war ein Schweizer Politiker (BGB).

## Biografie
Im Alter von 24 Jahren übernahm Fankhauser nach dem Tod des Vaters den elterlichen Hof in Trachselwald. An der landwirtschaftlichen Schule Schwand in Münsingen holte er sich das nötige Rüstzeug.
Ab 1939 war er Mitglied des Gemeinderats (Exekutive) von Trachselwald und von 1944 bis 1948 Gemeindepräsident. Ab 1950 war er Mitglied des Grossen Rates des Kantons Bern.
Beim Verband landwirtschaftlicher Genossenschaften von Bern und benachbarter Kantone (VLGB) war er von 1962 bis 1964 Mitglied des Verwaltungsausschusses, von 1964 bis 1968 Vizepräsident und von 1969 bis 1979 Präsident. Zudem war er Mitglied der landwirtschaftlichen Genossenschaft Sumiswald, die er von 1966 bis 1973 präsidierte.
Von 1964 bis 1979 war er Zentralpräsident des Schweizerischen Feuerwehrverbands.
Er war auch Präsident der Amtsersparniskasse Sumiswald und Vizepräsident der Spitaldirektion Sumiswald.